# 108072 Odifreddi
108072 Odifreddi este un asteroid din centura principală de asteroizi.

## Descriere
108072 Odifreddi este un asteroid din centura principală de asteroizi. A fost descoperit pe 22 martie 2001 la Cima Ekar în cadrul programului Asiago-DLR Asteroid Survey. Asteroidul prezintă o orbită caracterizată de o semiaxă mare de 2,77 ua, o excentricitate de 0,03 și o înclinație de 4,9° în raport cu ecliptica.